# Kate Stanbridge
Kate Stanbridge es una deportista neozelandesa que compitió en judo. Ganó una medalla de bronce en el Campeonato de Oceanía de Judo de 2004 en la categoría de –70 kg.

## Palmarés internacional
| Campeonato de Oceanía | Campeonato de Oceanía | Campeonato de Oceanía | Campeonato de Oceanía |
| Año                   | Lugar                 | Medalla               | Categoría             |
| --------------------- | --------------------- | --------------------- | --------------------- |
| 2004                  | Numea (Francia)       | Medalla de bronce     | –70 kg                |